# Christopher Marlowe
Christopher Marlowe, angleški pesnik, dramatik, prevajalec in vohun, * 26. februar 1564, Canterbury, † 30. maj 1593.
Marlowe je eden najbolj znanih predstavnikov elizabetinske tragedije pred Shakespearom in slovi po svojem blank verzu.
V času študija na Univerzi v Cambridgeu je deloval tudi kot vohun v francoskem katoliškem kolegiju v Reimsu.

## Življenje
Christopher Marlowe je bil pesnik in svobodomislec, ki je veliko prispeval k razvoju angleške dramatike. Rodil se je leta 1564 v Coventryju. Njegov oče je bil čevljar. Marlowe je šolo obiskoval najprej v domačem mestu, kasneje pa se je s pomočjo nadškofijske štipendije vpisal na univerzo v Cambridgeu. V študentskih letih je delal za tajno policijo, zaradi katere je bil v Franciji, kamor so se zatekali preganjani rimokatoličani. Po končani univerzi se je preselil v London, kjer se je preživljal s pisanjem za gledališče. Družil se je v krogih mladih imenitnikov in umetnikov ter si nekaj časa delil stanovanje s Thomasom Kydom. Šolanje na univerzi je končal leta 1587. Zatem naj bi po štipendijskih pogojih vstopil v duhovniški stan.
Leta 1589 se je zapletel v dvoboj, v katerem je njegov prijatelj od strani zabodel njegovega sobojevnika. Ker sam ni bil kriv za umor, se je rešil ječe. Čez pol leta pa ga je nekdo ovadil, da je stregel po življenju dvema stražnikoma. Po enem letu je imel ponovno težave z oblastjo. Tokrat je bil ovaden za brezboštvo in bogoskrunstvo. Najverjetneje ga je ovadil prav dramatik Thomas Kyd. Marlowe je bil zato najprej zaprt, potem pa se je moral javljati oblastem. Čez deset dni so ga v neki gostilni umorili.
Na dan umora ga je v gostilno povabil neki Friser. Marlowe je kosil še z dvema goljufoma, ki sta bila tajna agenta tako kot on. Čez dan so jedli in popivali, zvečer pa so v gostilni igrali karte. Marlowe je takrat le ležal poleg mize, točno za Friserjem. Ta je kasneje trdil, da je Marlowe pograbil bodalo, ki ga je imel Friser za pasom, ter ga z njim sunil v glavo. Friser se je pravočasno obrnil in Marlowa zgrabil za zapestje ter mu zasukal roko tako, da ga je z bodalom zabodel skozi oko. Tako je Marlowe umrl. Friser je bil oproščen umora, saj se je skliceval na samoobrambo. Temu podatku o smrti Christopherja Marlowa pa mnogi ne zaupajo, saj sumijo, da naj bi bil umor naročen od tajne policije. Ta naj bi hotela ubiti Marlowa, ker je verjetno preveč vedel o stikih, ki jih je imel dvor s Škotsko. Marlowa so po smrti puritanci uporabljali za svarilen zgled v pridigah, kako konča brezbožen človek.

## Dela
Že v času obiskovanja univerze se je Marlowe ukvarjal z umetnostjo. Prevedel je Ovidove »Amores« in prvo knjigo Lukanove pesnitve »Farsalia«. V naslednjih letih je napisal vsa svoja dela. Okrog leta 1592 je napisal igri »Tragedija o doktorju Faustu« in »Malteški Žid«. Igrama so sledila še ostala dela. Pisal je do leta 1593. Dramo z naslovom »Doktor Faustus« je napisal verjetno leta 1592. Vanjo je vključil svojo kritično in silovito humanistično miselnost. Faust je bil najprej igran, nato šele tiskan. Besedilo je ohranjeno v krajši in daljši različici. Faust je kmalu postal ena najbolj priljubljenih iger angleškega renesančnega občinstva. 
V svojem življenju je napisal nekaj del: 
- Tragedija o doktorju Faustu, igra (1589)
- Malteški Žid, igra (1589)
- Edvard II, igra (1592)
- Pariški pokol, igra (1593)
- Dido, kartežanska kraljica, igra (1586)
- Hero in Leander, nedokončana pesnitev (1593)
- Timurlenk Véliki, tragedija (1587-1588)